# Fabio Maj
Fabio Maj (ur. 16 czerwca 1970 w Schilpario) – włoski biegacz narciarski, dwukrotny srebrny medalista olimpijski i dwukrotny brązowy medalista mistrzostw świata.

## Kariera
W 1995 r. zadebiutował na mistrzostwach świata startując w mistrzostwach w Thunder Bay. Wraz z Marco Albarello, Fulvio Valbusą i Silvio Faunerem zdobył tam brązowy medal w sztafecie 4 × 10 km. Dwa lata później, podczas mistrzostw świata w Trondheim zajął 17. miejsce w biegu na 50 km techniką klasyczną. Swój drugi medal zdobył na mistrzostwach w Ramsau, gdzie razem z Giorgio Di Centą, Pietro Pillerem Cottrerem i Cristianem Zorzim zdobył kolejny brązowy medal w sztafecie. Najlepszy indywidualny wynik na mistrzostwach osiągnął podczas mistrzostw w Lahti w 2001 r., gdzie zajął 7. miejsce w biegu na 30 km techniką klasyczną. Startował także na mistrzostwach świata w Val di Fiemme, ale bez większych osiągnięć.
Igrzyska olimpijskie w Nagano były jego debiutem olimpijskim. Wraz z Albarello, Valbusą i Faunerem zdobył tam srebrny medal w sztafecie. Indywidualnie jego największym osiągnięciem było 13. miejsce w biegu pościgowym 10+15 km. Startował ponadto na igrzyskach olimpijskich w Salt Lake City. Włoska sztafeta z Majem w składzie powtórzyła wynik z Japonii. Najlepszym indywidualnym wynikiem Maja na tych igrzyskach było 13. miejsce w biegu na 30 km techniką dowolną.
Najlepsze wyniki w Pucharze Świata uzyskał w sezonie 1999/2000, kiedy to zajął 6. miejsce w klasyfikacji generalnej. W całej karierze czterokrotnie stawał na podium, w tym dwa razy zwyciężał.

## Osiągnięcia

### Igrzyska olimpijskie
| Miejsce | Dzień     | Rok  | Miejscowość    | Konkurencja             | Czas biegu | Strata  | Zwycięzca                   |
| ------- | --------- | ---- | -------------- | ----------------------- | ---------- | ------- | --------------------------- |
| 28.     | 12 lutego | 1998 | Nagano         | 10 km stylem klasycznym | 27:24,5    | +1:49,3 | Bjørn Dæhlie                |
| 13.     | 14 lutego | 1998 | Nagano         | 10 km + 15 km pościgowy | 1:07:01,7  | +1:55,7 | Thomas Alsgaard             |
| 2.      | 17 lutego | 1998 | Nagano         | Sztafeta 4 × 10 km      | 1:40:55,7  | +0,2    | Norwegia                    |
| 13.     | 9 lutego  | 2002 | Salt Lake City | 30 km stylem dowolnym   | 1:11:31,0  | +2:12,5 | Christian Hoffmann          |
| 20.     | 14 lutego | 2002 | Salt Lake City | 2 × 10 km łączony       | 49:48,9    | +1:01,9 | Thomas Alsgaard Frode Estil |
| 2.      | 17 lutego | 2002 | Salt Lake City | Sztafeta 4 × 10 km      | 1:32:45,5  | +0,3    | Norwegia                    |
| 14.     | 23 lutego | 2002 | Salt Lake City | 50 km st. klasycznym    | 2:06:20,8  | +8:11,6 | Michaił Iwanow              |

### Mistrzostwa świata
| Miejsce | Dzień     | Rok  | Miejscowość   | Konkurencja             | Czas biegu | Strata  | Zwycięzca       |
| ------- | --------- | ---- | ------------- | ----------------------- | ---------- | ------- | --------------- |
| 3.      | 17 marca  | 1995 | Thunder Bay   | Sztafeta 4 × 10 km      | 1:34:27,1  | +2:01,3 | Norwegia        |
| 17.     | 2 marca   | 1997 | Trondheim     | 50 km stylem klasycznym | 2:16:37,5  | +8:12,3 | Mika Myllylä    |
| 25.     | 19 lutego | 1999 | Ramsau        | 30 km stylem dowolnym   | 1:15:26,2  | +5:13,8 | Mika Myllylä    |
| 19.     | 22 lutego | 1999 | Ramsau        | 10 km stylem klasycznym | 24:19,2    | +1:08,7 | Mika Myllylä    |
| 10.     | 23 lutego | 1999 | Ramsau        | 10 km + 15 km pościgowy | 1:05:54,9  | +35,1   | Thomas Alsgaard |
| 3.      | 26 lutego | 1999 | Ramsau        | Sztafeta 4 × 10 km      | 1:35:07,5  | +1:30,6 | Austria         |
| 11.     | 28 lutego | 1999 | Ramsau        | 50 km stylem klasycznym | 2:18:08,7  | +5:58,8 | Mika Myllylä    |
| 15.     | 17 lutego | 2001 | Lahti         | 2 × 10 km łączony       | 47:15,5    | +54,7   | Per Elofsson    |
| 7.      | 19 lutego | 2001 | Lahti         | 30 km stylem klasycznym | 1:14:17,9  | +1:03,7 | Andrus Veerpalu |
| 6.      | 22 lutego | 2001 | Lahti         | Sztafeta 4 × 10 km      | 1:36:42,5  | +2:02,6 | Norwegia        |
| 15.     | 19 lutego | 2003 | Val di Fiemme | 30 km stylem klasycznym | 1:12:29,3  | +1:05,9 | Thomas Alsgaard |
| 23.     | 21 lutego | 2003 | Val di Fiemme | 15 km stylem klasycznym | 35:47,5    | +1:23,4 | Axel Teichmann  |
| 10.     | 25 lutego | 2003 | Val di Fiemme | Sztafeta 4 × 10 km      | 1:31:56,4  | +2:03,2 | Norwegia        |

### Puchar Świata

#### Miejsca w klasyfikacji generalnej
| Sezon     | Miejsce     |
| --------- | ----------- |
| 1992/1993 | 52. miejsce |
| 1993/1994 | 44. miejsce |
| 1994/1995 | 26. miejsce |
| 1995/1996 | 29. miejsce |
| 1996/1997 | 23. miejsce |
| 1997/1998 | 11. miejsce |
| 1998/1999 | 18. miejsce |
| 1999/2000 | 6. miejsce  |
| 2000/2001 | 14. miejsce |
| 2001/2002 | 23. miejsce |
| 2002/2003 | 94. miejsce |

#### Zwycięstwa w zawodach
| Nr | Dzień       | Rok  | Miejscowość | Konkurencja              | Czas biegu  |
| -- | ----------- | ---- | ----------- | ------------------------ | ----------- |
| 1. | 27 grudnia  | 1999 | Engelberg   | Sprint stylem klasycznym | -           |
| 2. | 12 stycznia | 2002 | Nové Město  | 10 km stylem dowolnym    | 26:12.9 min |

#### Miejsca na podium
| Nr | Dzień       | Rok  | Miejscowość | Konkurencja              | Czas biegu  | Strata  | Pozycja | Zwycięzca      |
| -- | ----------- | ---- | ----------- | ------------------------ | ----------- | ------- | ------- | -------------- |
| 1. | 3 stycznia  | 1998 | Kawgołowo   | 30 km stylem dowolnym    | 1:12:40.9 h | +54.6 s | 3       | Mika Myllylä   |
| 2. | 27 grudnia  | 1999 | Engelberg   | Sprint stylem klasycznym | -           | -       | 1       |                |
| 3. | 4 marca     | 2000 | Lahti       | 30 km stylem klasycznym  | 1:13:49.1 h | +19.8 s | 2       | Michaił Iwanow |
| 4. | 12 stycznia | 2002 | Nové Město  | 10 km stylem dowolnym    | 26:12.9 min | -       | 1       |                |